# PhysX
PhysX je sada vývojových nástrojů (SDK) pro vývoj počítačových simulací fyzikálních systémů. Je vyvíjen společností Nvidia jako součást většího softwarového balíku Nvidia GameWorks a je uvolněn pod licencí BSD, tedy se jedná o svobodný software. Původně ji vyvíjela společnost AGEIA Technologies, která byla firmou Nvidia koupena.
Knihovna byla původně vyvíjena za účelem umožnit počítačovým hrám používat k výpočtu fyzikálních jevů hardwarovou akceleraci na kartách PhysX společnosti AGEIA, ale po zakoupení společností Nvidia byla předělána, aby podporovala grafické karty řady GeForce implementující architekturu CUDA.